# Museumpas
Met een museumpas kan men musea en soms ook monumenten bezoeken tegen een gereduceerde prijs. Deze kan bijvoorbeeld voor meerdere musea in een stad gelden. Soms hoeft men met een museumpas niet in de rij te staan bij de ingang en bij bezoek aan meerdere musea kan het voordeliger zijn dan losse kaartjes. Een museumpas is voor een bepaald aantal dagen of voor een langere periode.
In Nederland is er de Museumkaart die een jaar lang gratis of tegen gereduceerde prijs toegang biedt tot ongeveer 400 Nederlandse musea. Met name bij speciale tentoonstellingen moet men bij een aantal musea een gereduceerde entreeprijs betalen.
Voorheen was de Museumjaarkaart, zoals die toen heette, ook gekoppeld aan een treinabonnement en gold hij voor rekeninghouders van bepaalde banken. 
In België biedt museumPASSmusées een jaar lang gratis toegang tot meer dan 220 Belgische musea.  

### Nederland
- Website Museumkaart

### België
- museumPASSmusées, de Belgische museumpas